# Люк Кастайньйос
Люк Кастайньйос (нід. Luc Castaignos, нар. 27 вересня 1992, Східам) — нідерландський футболіст, нападник клубу «Вітесс».
Виступав, зокрема, за клуб «Феєнорд», а також молодіжну збірну Нідерландів.

## Клубна кар'єра
Його батько, француз Жан-Люк Кастайньйос, родом з передмістя Бордо, а мати з Кабо-Верде та мала італійський паспорт. У жовтні 1990 року, за два роки до народження Люка, вони переїхали в нідерландське міста Східам. Коли Люку виповнилося 6 років він почав займатися в місцевому клубі «Ексельсіор» (Східам). У 13 років він відправився на перегляд в фарм-клуб «Феєнорд» — роттердамську «Спарту», а з 2007 року тренувався у самому «Феєнорді».
30 жовтня 2008 року Кастайньйос підписав свій перший професійний контракт. Після того як він вдало виступив на юнацькому чемпіонаті Європи до 17 років у 2009 році, Люком стали цікавитися європейські клуби — «Арсенал», «Ліверпуль», «Манчестер Юнайтед», «Реал Мадрид», «Інтернаціонале», « Баварія» та «Гоффенгайм».
У Ередивізі Люк дебютував 28 лютого 2010 року у виїзному матчі проти «Гронінгена» (2:3), Кастайньйос вийшов на 82 хвилині замість Йон-Даль Томассона. У сезоні 2009/10 він зіграв всього 3 матчі, «Феєноорд» за підсумками чемпіонату посів 4-е місце.
Через фінансові проблеми клубу перед початком сезону 2010/11 та лідери команди покинули клуб і Кастайньйос став основним гравцем. По ходу сезону «Феєнорд» виступав невдало, в Лізі Європи команда вилетіла після програшу бельгійському «Генту» (2:1 за сумою двох матчів), в Ередивізі команда знаходилась в низу таблиці. Також у матчі проти принципового суперника ПСВ (10:0), команда програла з найбільшим рахунком в своїй історії.
На початку грудня 2010 року з'явилася інформація про те, що Кастайньйос може перейти в італійський «Інтернаціонале». Також незабаром з'явилося повідомлення про те, що «Інтер» все ж купив Кастайньйоса за 6.5 мільйонів євро і другу половину сезону-2010/11 він проведе в рідному клубі на правах оренди.
В кінці липня Кастайньйос перейшов в «Інтер». Свій перший гол за італійський гранд нідерландський футболіст забив у матчі проти «Сієни». Вийшовши на заміну на 46-й хвилині, за хвилину до кінця основного часу, Кастайньйос вирвав перемогу для своєї команди
Тим не менш у міланському гранді основним Кастайньйос стати не зумів, через що в кінці липня 2012 року Люк повернувся в Нідерланди, уклавши чотирирічний контракт з «Твенте». Кастаньйос розглядався як заміна для колишнього форварда клубу Люка де Йонга, який був проданий «Боруссію» (Менхенгладбах). Кастайньйос зумів замінити зіркового форварда і протягом трьох сезонів регулярно забивав десять чи більше голів за клуб у чемпіонаті.
30 червня 2015 року Кастайньйос перейшов у франкфуртський «Айнтрахт» за 2,5 млн. євро, підписавши контракт на три роки. Після багатообіцяючого початку в клубі він став запасним гравцем у другій частині сезону, через що влітку 2016 року був проданий в португальський «Спортінг», де приєднався до співвітчизника Баса Доста. Проте і в цій команді він став лише запасним та 7 серпня 2017 року був відданий в оренду на сезон в «Вітесс». Станом на 26 квітня 2018 року відіграв за команду з Арнема 27 матчів в національному чемпіонаті.

## Виступи за збірні
У віці 15-ти років дебютував у юнацькій збірній Нідерландів до 17 років у товариському матчі проти однолітків з Іспанії (0:0).
Кастайньйос разом зі збірною до 17 років поїхав на юнацький чемпіонат Європи 2009 у Німеччині. У своїй групі Нідерланди посіли друге місце, поступившись Німеччині і обігнавши Туреччину і Англію. У півфіналі його команда перемогла Швейцарію (1:2). У фіналі в додатковий час Нідерланди програли господарці турніру Німеччини (1:2). Люк Кастайньйос став найкращим бомбардиром турніру, разом німцем Леннартом Ті він забив 3 м'ячі.
Кастайньйос також брав участь у юнацькому чемпіонаті світу 2009 року у Нігерії. Тоді нідерландці зайняли третє місце в групі і не вийшли в плей-оф, поступившись Ірану і Колумбії і обігнавши Гамбію. На «мундіалі» Люк провів всі 3 матчі і в поєдинку проти Гамбії (2:1) забив гол.
У липні 2010 року взяв участь у юнацькому чемпіонаті Європи до 19 років, який проходив у Франції. Нідерланди у своїй групі посіли останнє 4-те місце, поступившись Австрії, Англії та Франції, а Кастайньйос також провів усі 3 матчі.
З 2011 року залучався до складу молодіжної збірної Нідерландів. На молодіжному рівні зіграв у 16 офіційних матчах, забив 6 голів.

## Статистика виступів

### Статистика клубних виступів
| Сезон                | Команда              | Чемпіонат            | Чемпіонат | Чемпіонат | Національний кубок | Національний кубок | Національний кубок | Континентальні кубки | Континентальні кубки | Континентальні кубки | Інші змагання | Інші змагання | Інші змагання | Усього | Усього |
| Сезон                | Команда              | Ліга                 | Ігор      | Голів     | Ліга               | Ігор               | Голів              | Ліга                 | Ігор                 | Голів                | Ліга          | Ігор          | Голів         | Ігор   | Голів  |
| -------------------- | -------------------- | -------------------- | --------- | --------- | ------------------ | ------------------ | ------------------ | -------------------- | -------------------- | -------------------- | ------------- | ------------- | ------------- | ------ | ------ |
| 2009–10              | «Феєнорд»            | Е                    | 3         | 0         | КН                 | 2                  | 0                  | -                    | -                    | -                    | -             | -             | -             | 5      | 0      |
| 2010–11              | «Феєнорд»            | Е                    | 34        | 15        | КН                 | 1                  | 0                  | ЛЄ                   | 2                    | 0                    | -             | -             | -             | 37     | 15     |
| Усього за «Феєнорд»  | Усього за «Феєнорд»  | Усього за «Феєнорд»  | 37        | 15        |                    | 3                  | 0                  |                      | 2                    | 0                    |               |               |               | 41     | 15     |
| 2011–12              | «Інтернаціонале»     | A                    | 6         | 1         | КІ                 | 1                  | 0                  | ЛЧ                   | -                    | -                    | СІ            | 1             | 0             | 8      | 1      |
| 2012–13              | «Твенте»             | Е                    | 34+4      | 13+0      | КН                 | 2                  | 1                  | ЛЄ                   | 8                    | 0                    | -             | -             | -             | 48     | 14     |
| 2013–14              | «Твенте»             | Е                    | 31        | 14        | КН                 | 0                  | 0                  | -                    | -                    | -                    | -             | -             | -             | 31     | 14     |
| 2014–15              | «Твенте»             | Е                    | 29        | 10        | КН                 | 4                  | 3                  | ЛЄ                   | 2                    | 1                    | -             | -             | -             | 35     | 14     |
| Усього за «Твенте»   | Усього за «Твенте»   | Усього за «Твенте»   | 98        | 37        |                    | 6                  | 4                  |                      | 10                   | 1                    |               |               |               | 114    | 42     |
| 2015–16              | «Айнтрахт»           | БЛ                   | 19+1      | 4+0       | КН                 | 1                  | 1                  | -                    | -                    | -                    | -             | -             | -             | 21     | 5      |
| 2016–17              | «Айнтрахт»           | БЛ                   | -         | -         | КН                 | 1                  | 0                  | -                    | -                    | -                    | -             | -             | -             | 1      | 0      |
| Усього за «Айнтрахт» | Усього за «Айнтрахт» | Усього за «Айнтрахт» | 20        | 4         |                    | 2                  | 1                  |                      | -                    | -                    |               | -             | -             | 22     | 5      |
| 2016–17              | «Спортінг»           | ПЛ                   | 6         | 0         | КП+КЛ              | 3+3                | 0+0                | ЛЧ                   | 1                    | 0                    | -             | -             | -             | 13     | 0      |
| Усього за кар'єру    | Усього за кар'єру    | Усього за кар'єру    | 167       | 57        |                    | 18                 | 5                  |                      | 13                   | 1                    |               | 1             | 0             | 199    | 63     |

## Титули і досягнення
- Найкращий бомбардир Чемпіонату Європи (U-17): 2009